# Новицкий, Григорий Ильич
Григорий Ильич Новицкий (? — ок. 1725) — российский этнограф, миссионер, дипломат. Сопровождал Филофея Лещинского в миссионерских поездках к остякам (ханты) и вогулам (манси). Автор первой этнографической монографии на русском языке и первого научного труда про хантов «Краткое описание о народе остяцком» (1715), один из образованнейших людей своего времени.

## Биография
Родом из малороссийской казацкой старшины, сын казацкого военного деятеля Ильи Фёдоровича Новицкого, свояк Филиппа Орлика.
Учился в Киево-Могилянской академии.
За участие в выступлении Мазепы, раскаявшись, был сослан в Сибирь. В Тобольске с 1712 года. Участвовал в миссионерских поездках митрополита Филофея Лещинского по средней и нижней Оби к хантам (остякам) и манси (вогулам) (1712—1715). По результатам экспедиций Новицким была написана книга «Краткое описание о народе остяцком», в которой содержатся сведения о хозяйстве, материальной и духовной культуре этих народов. Эта книга была одним из первых в мировой науке чисто этнографических описаний. В описании истории народов севера Сибири следовал работам русского историка-летописца Семёна Ремезова и нидерландского учёного-естествоиспытателя Николааса Витсена.
Убит хантами — противниками крещения.
Сочинение Новицкого было издано на немецком языке (Das Leben und die Gewohnheiten der Ostjaken) в 1721 году, а на русском языке вышло в свет лишь в 1884 году.

## Список произведений
- Новицкий Г. И. Краткое описание о народе остяцком // Памятники древней письменности. — Том 53. — СПб.: Тип. В. С. Балашева, 1884. — VI, 116 с.